# كارل فريدريش هاسي
كارل فريدريش هاسي (بالألمانية: Carl Friedrich Haase)‏ هو أستاذ جامعي ألماني، ولد في 13 فبراير 1788 في لايبزيغ في ألمانيا، وتوفي في 10 نوفمبر 1865 في رادبويل في ألمانيا.